# Копані (Херсонський район)
Копані — селище в Україні, у Чорнобаївській сільській громаді Херсонського району Херсонської області. Населення становить 42 особи.

## Населення
Згідно з переписом УРСР 1989 року чисельність наявного населення селища становила 65 осіб, з яких 31 чоловік та 34 жінки.
За переписом населення України 2001 року в селищі мешкали 42 особи.

### Мовний склад
Рідна мова населення за даними перепису 2001 року:
| Мова       | Чисельність, осіб | Доля     |
| ---------- | ----------------- | -------- |
| Українська | 39                | 92,86 %  |
| Російська  | 2                 | 4,76 %   |
| Білоруська | 1                 | 2,38 %   |
| Разом      | 42                | 100,00 % |

## Видатні уродженці
- Андрієць Михайло Григорович (1886—1956) — український живописець.